# Henrys gedeblad
Henrys gedeblad (Lonicera acuminata) er en stedsegrøn eller vintergrøn lian med en slyngende vækst. Planten er giftig.

## Beskrivelse
Barken er først lysegrøn og tæt behåret. Senere bliver den rødbrun, men stadig dunhåret, og gamle grene får til sidst en blank, brun bark. Knopperne er modsat stillede, slanke og lysegrønne. Bladene er smalt lancetformede og helrandede med langt udtrukket spids. Oversiden er græsgrøn og lidt blank trods behåring, mens undersiden er lysegrøn med dunhår på midterribben. 
Blomstringen foregår i juli-august, hvor man finder blomsterne samlet i små, endestillede stande. De enkelte blomster er uregelmæssige og 5-tallige med gul-orange kronblade, der er sammenvokset til et langt rør med 4 sammenvoksede og én fri flig. Frugterne er sortblå bær.
Rodsystemet består af et stort antal, grove hovedrødder og kraftige siderødder. 
Højde x bredde og årlig tilvækst: 5,00 x 3,00 m (50 x 30 cm/år).

## Hjemsted
Arten er naturligt udbredt i de vestlige og sydlige provinser af Kina, Taiwan, Burma, Malaysia, Bhutan, Nepal og Indien. Den er knyttet til artsrige bjergskove med et fugtigt og mildt klima. 
På bjergene i Li-chuan distriktet, provinsen Hupeh, Kina er vintrene er ret tørre, mens somrene er fugtige. I dette område vokser henrys gedeblad sammen med bl.a. hjertetræ, skæbnetræ, valnød, bjergskovranke, blå ene, blåbælg, druehyld, etagekornel,  fersken, havehortensia, honningrose,  høstanemone, japanmispel, japansk spiraea, julianes berberis, kalopanax, kinapære, kinesisk astilbe, kinesisk elefantgræs, kinesisk ildtorn, lakgiftsumak, monoløn, pernykristtorn, pilebladet dværgmispel, rynkeblad, skyrækker, smuk pieris, småbladet buksbom, sommerfuglebusk, stikkelsbærkiwi, stueazalea, tebusk, tempeltræ, thunbergkløverbusk, vandgran, vinget benved og ægte kamelia
| Portal | Portal:Botanik |

## Note
1. ↑  hua.huh.harvard.edu: Shiu Ying Hu: The Metasequoia Flora and Its Phytogeographic Significance (engelsk)